# Шульц, Отто Ойген
Отто Ойген Шульц (нем. Otto Eugen Schulz, 31 октября 1874 — 17 февраля 1936) — немецкий ботаник.                     

## Биография
Отто Ойген Шульц родился в Берлине 31 октября 1874 года. 
Он внёс значительный вклад в ботанику, описав множество видов семенных растений.
Отто Ойген Шульц умер 17 февраля 1936 года. 

## Научная деятельность
Отто Ойген Шульц специализировался на семенных растениях.  

## Научные работы
Отто Ойген Шульц написал важные научные работы по семейству Капустные и семейству Эритроксиловые. 